# Остович, Рейчел
Рейчел Остович — американский боец смешанных единоборств. С 2017 года выступала на профессиональном уровне в таких промоушенах как Invicta Fighting Championships и UFC, участвовала в шоу The Ultimate Fighter 26. В 2020 году, после серии из трёх поражений в UFC, приостановила свою карьеру в MMA.  В апреле 2021 года перешла в BKFC, промоушен боев на голых кулаках.

## Статистика боев в MMA
| Боёв 10  | Побед 4 | Поражений 6 |
| -------- | ------- | ----------- |
| Нокаутом | 0       | 3           |
| Сдачей   | 2       | 3           |
| Решением | 2       | 0           |

| Результат | Рекорд | Соперник           | Способ                                    | Турнир                                            | Дата             | Раунд | Время | Место                       | Примечание               |
| --------- | ------ | ------------------ | ----------------------------------------- | ------------------------------------------------- | ---------------- | ----- | ----- | --------------------------- | ------------------------ |
| Поражение | 4–6    | Джина Мазани       | ТКО (удар в корпус)                       | UFC on ESPN: Смит vs. Кларк                       | 28 ноября 2020   | 3     | 4:10  | Лас-Вегас, Невада, США      |                          |
| Поражение | 4–5    | Пейдж Ванзант      | Болевой (рычаг локтя)                     | UFC Fight Night: Сехудо vs. Диллашоу              | 19 января 2019   | 2     | 1:50  | Нью-Йорк, Нью-Йорк, США     |                          |
| Поражение | 4–4    | Монтана Де Ла Роса | Болевой (удушение сзади)                  | The Ultimate Fighter: Undefeated Finale           | 6 июля 2018      | 3     | 4:21  | Лас-Вегас, Невада, США      |                          |
| Победа    | 4–3    | Карин Геворгян     | Болевой (рычаг локтя)                     | The Ultimate Fighter: A New World Champion Finale | 1 декабря 2017   | 1     | 1:40  | Лас-Вегас, Невада, США      | Бой в промежуточном весе |
| Поражение | 3–3    | Кристин Фереа      | ТКО (удары)                               | Invicta FC 21: Андерсон vs. Твит                  | 14 января 2017   | 3     | 1:29  | Канзас-Сити, Миссури, США   |                          |
| Победа    | 3–2    | Ариэль Бек         | Раздельное решение                        | Invicta FC 17: Эвинджер vs. Шнайдер               | 7 мая 2016       | 3     | 5:00  | Коста-Меса, Калифорния, США | Бой вечера               |
| Поражение | 2–2    | Андреа Ли          | Болевой (рычаг локтя)                     | Invicta FC 14: Эвинджер vs. Кианзад               | 12 сентября 2015 | 3     | 4:58  | Канзас-Сити, Миссури, США   |                          |
| Победа    | 2–1    | Эвва Джонсон       | Раздельное решение                        | Invicta FC 10: Уотерсон vs. Тибурсио              | 5 декабря 2014   | 3     | 5:00  | Хьюстон, Техас, США         |                          |
| Победа    | 1–1    | Миша Нассири       | Болевой (рычаг локтя)                     | X-1: Jara vs. Vitale                              | 26 сентября 2014 | 3     | N/A   | Гонолулу, Гавайи, США       |                          |
| Поражение | 0–1    | Дженнифер Лайоу    | ТКО (удар коленом по корпусу и добивание) | Destiny MMA Na Koa 4                              | 25 января 2014   | 2     | N/A   | Гонолулу, Гавайи, США       |                          |

## Статистика в боксе голыми кулаками
| Боёв 1   | Побед 1 | Поражений 0 |
| -------- | ------- | ----------- |
| Решением | 1       | 0           |

| Результат | Рекорд | Соперник      | Способ               | Турнир  | Дата         | Раунд | Время | Место               | Примечание |
| --------- | ------ | ------------- | -------------------- | ------- | ------------ | ----- | ----- | ------------------- | ---------- |
| Победа    | 1–0    | Пейдж Ванзант | Единогласное решение | BKFC 19 | 23 июля 2021 | 5     | 2:00  | Тампа, Флорида, США |            |